# Olynthus nitor
Olynthus nitor is een vlinder uit de familie van de Lycaenidae. De wetenschappelijke naam van de soort werd als Thecla nitor in 1907 gepubliceerd door Hamilton Herbert Druce.